# Three Brothers of Grugith

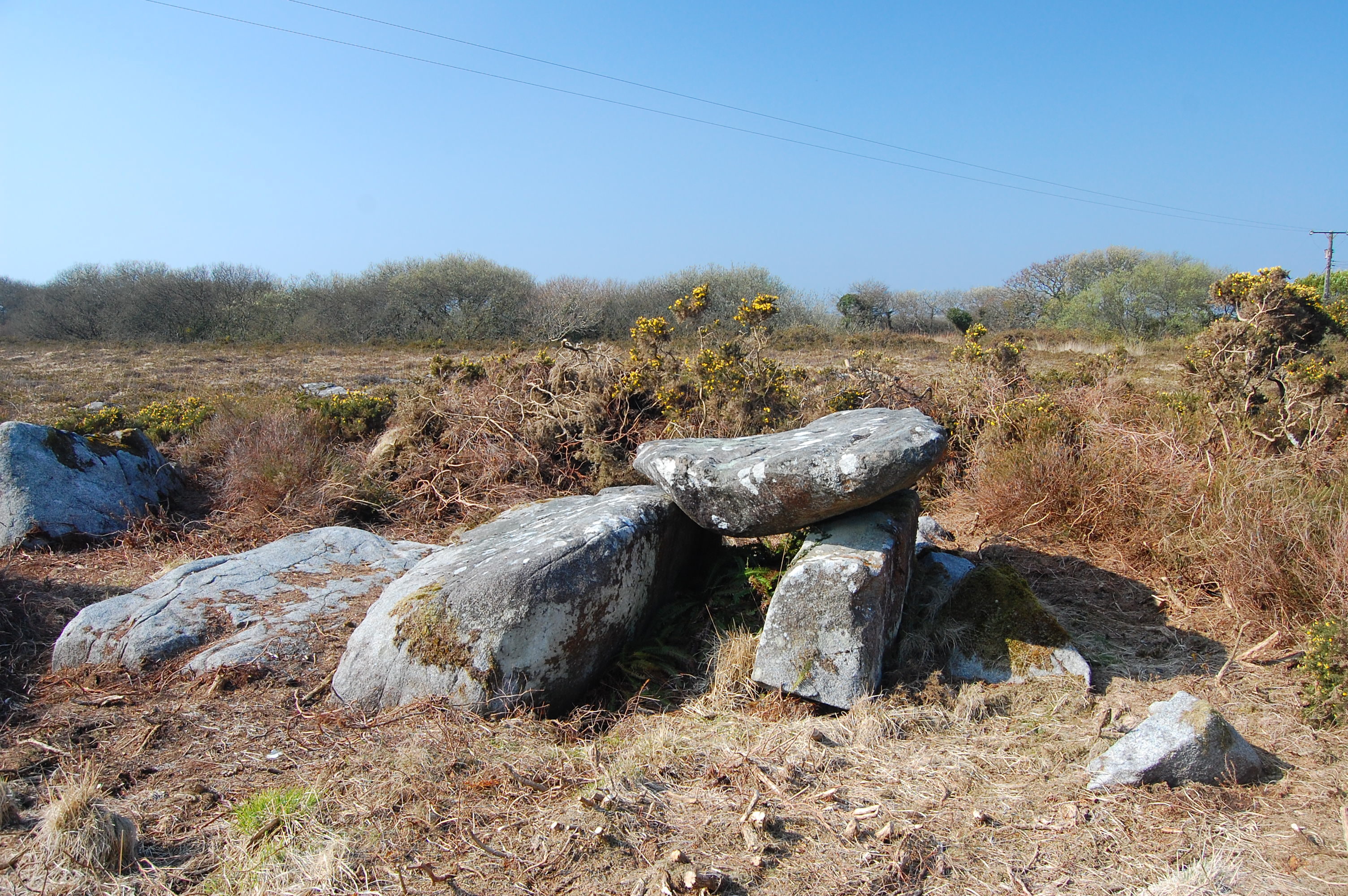
Three Brothers of Grugith

Das Portal Tomb Three Brothers of Grugith (auch „Three Brothers of Grugwith“, „The Three Brothers of Grugoth Dolmen“ oder „Three Brothers of Crugith“ genannt) in St Keverne-Zoar bei Mullion, südlich der B3293 auf der Lizard-Halbinsel ist ein Quoit in Cornwall in England.
Er besteht aus einem halb natürlichen, halb künstlichen Dolmen oder Cromlech, bei dem jeder der drei Steine mehrere Tonnen wiegt. Ein natürlicher, etwa 2,7 m langer, 1,8 m breiter und 0,8 m hoher Felsen bildet den einen Seitenstein des Dolmens. Im Abstand von etwa 0,7 m steht parallel zu seiner Nordseite ein zweiter, etwa 2,2 m langer und lediglich 0,15 bis 0,45 m breiter Stein. Ein dritter, etwa 2,6 × 1,6 m messender Stein wurde auf diese beiden gelegt. Der innen nur etwa 0,7 m hohe Dolmen ist an beiden Enden offen.
Bei einer Untersuchung, bei der eine Grube zwischen den Tragsteinen ausgehoben wurde, entdeckte man einen Feuersteinabschlag und stellte fest, dass an gleicher Stelle bis zu einer Tiefe von 1,2 m zuvor eine ähnliche Grube ausgehoben worden war. Dies war ohne Zweifel ein Grab, wie das beim Lanyon Quoit, das Spuren einer Bestattung enthalten hätte, wenn es nicht zerstört worden wäre.